# بينار ديل ريو
بينار ديل ريو (بالإنجليزية: Pinar del Río)‏ هي مدينة، وبلديات كوبا، وبلدة، تتبع محافظة بينار ديل ريو، هي عاصمة محافظة بينار ديل ريو، بلغ عدد سكانها 188614 نسمة، في 2012، تبلغ مساحتها 691120000 متر مربع، رمزها البريدي هو 20100, 20200 y 20300.

## معرض صور

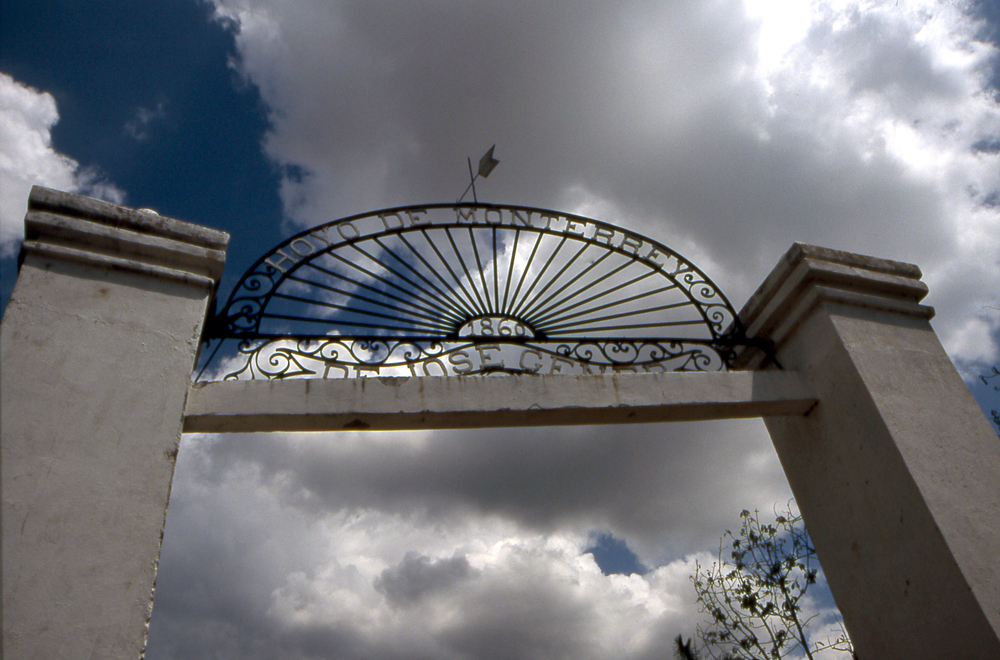
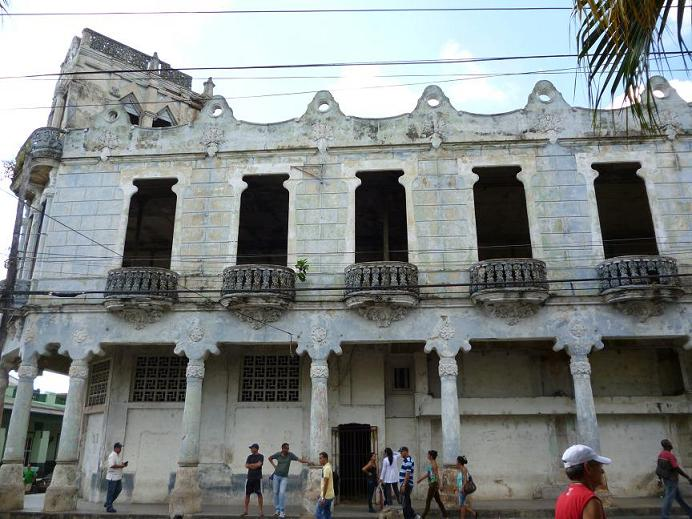
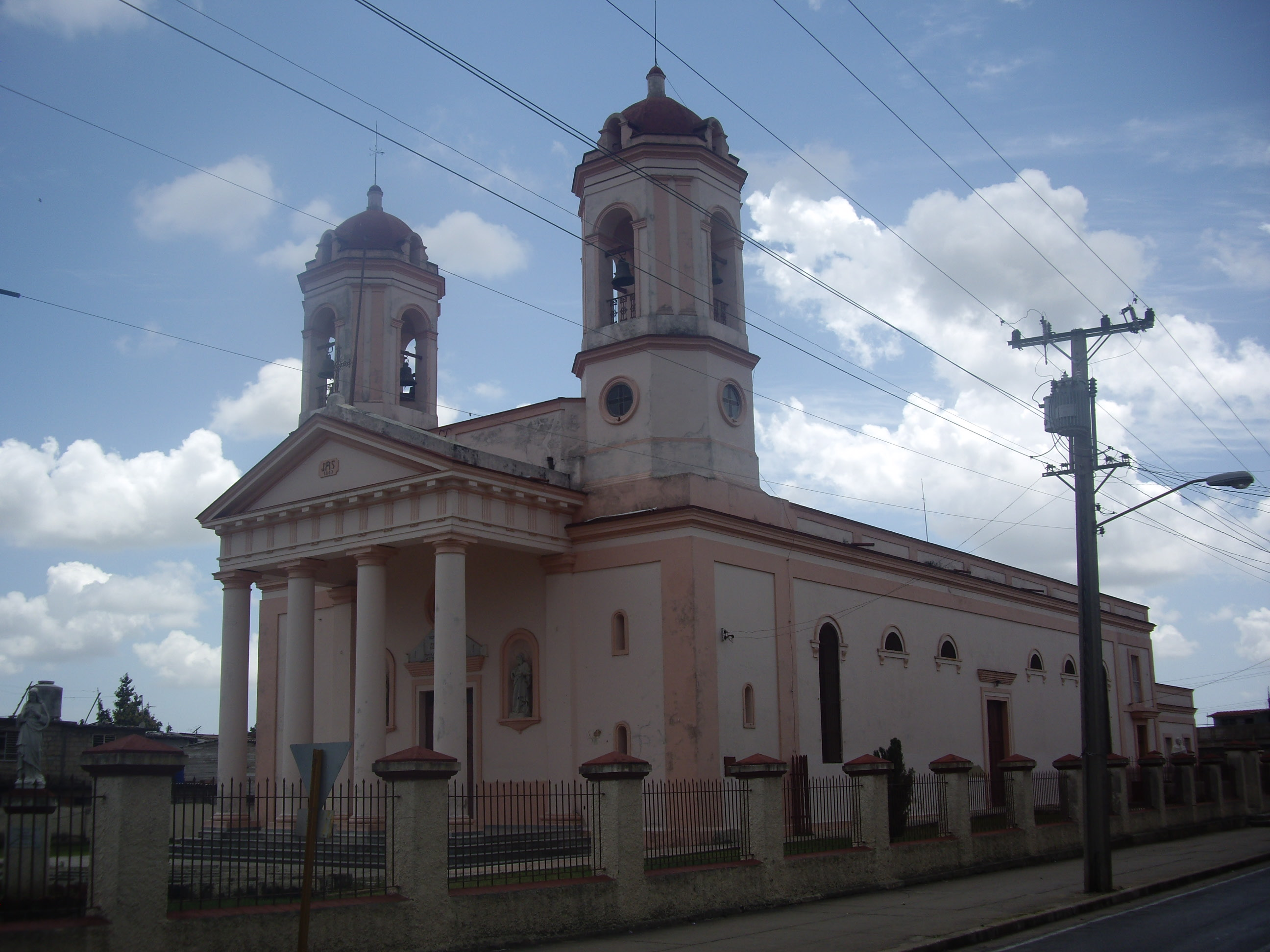
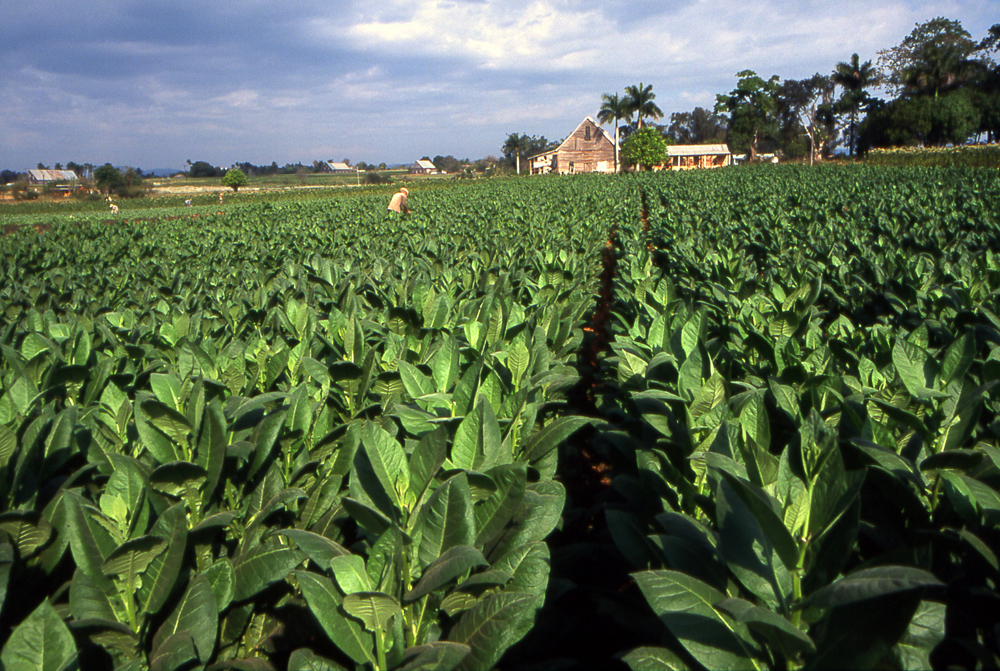
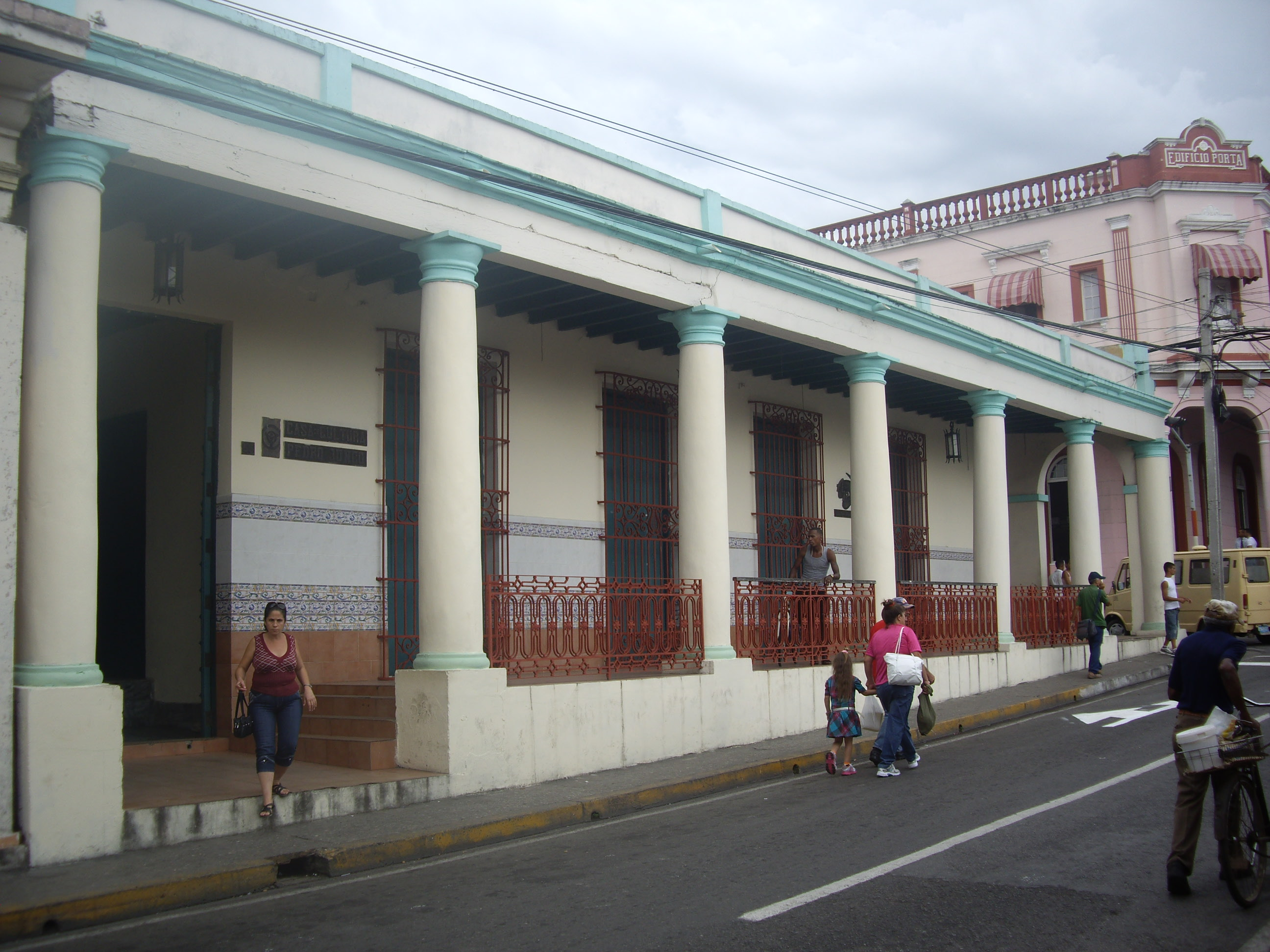
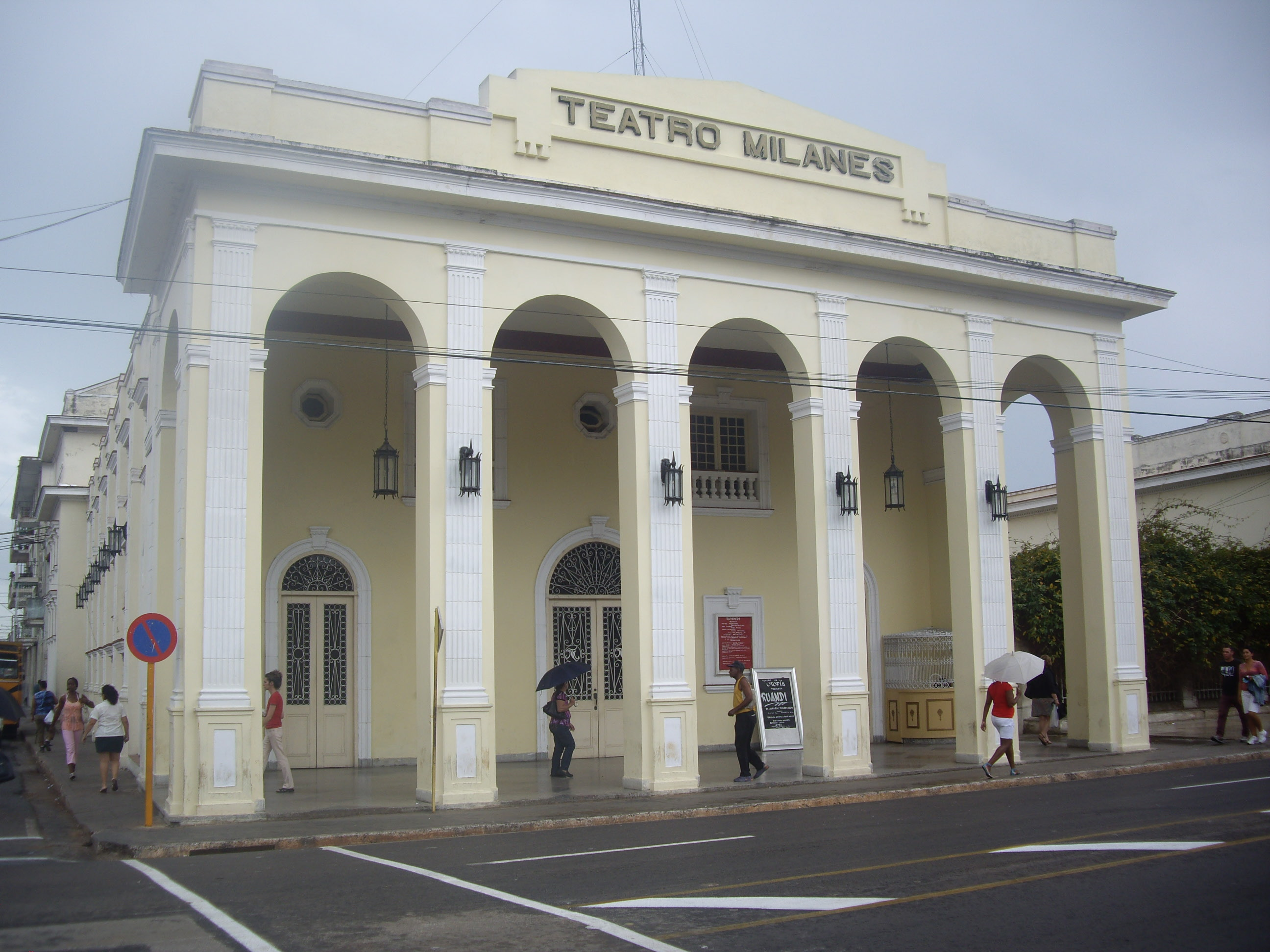

## الموقع
تشترك في الحدود مع:
- San Luis, Pinar del Río [الإنجليزية]‏
- Viñales [الإنجليزية]‏
- San Juan y Martínez [الإنجليزية]‏
- Consolación del Sur [الإنجليزية]‏.

## مدن توأم
المدن التوأم:
- Sainte-Anne, Martinique [الإنجليزية]‏.

## أعلام
- خوسيه فرنانديز
- لازارو ألفاريز
- يوان بابلو هيرنانديز
- أندريه لافيتا
- رونيل إغليسياس
- جاكوبو روبالكابا